# Adlinda
Adlinda è un'ampia struttura anulare presente sulla superficie di Callisto, satellite di Giove.
Si trova nell'emisfero meridionale della luna e si compone di un cratere da impatto e degli anelli concentrici ad esso associati. Raggiunge gli 840 km di diametro, risultando così la terza per dimensioni su Callisto.
È intitolata al luogo delle profondità oceaniche dove, secondo la tradizione mitologica degli Inuit, le anime dei defunti sono imprigionate dopo la morte.